# Тетрација
Тетрација (или хипер-4) у математици је хипероперација која следи после степеновања и дефинише се као понављање степеновања. Реч је сковао Рубен Луис Гудстајн, од тетра- (четири) и понављања. Тетрација се користи за нотацију веома великих бројева. Приказане овде су прве четире хипероперације, са тетрацијом као четвртом и редом, као нултом.
(унарна операција означава {\displaystyle a'=a+1} узимајући {\displaystyle a} и и доносећи број после {\displaystyle a}):
1. Сабирање 
{\displaystyle a+n=a+\underbrace {1+1+\cdots +1} _{n}}
n копија 1 додатих на a.
2. Множење
{\displaystyle a\times n=\underbrace {a+a+\cdots +a} _{n}}
n копија a комбинованих сабирањем.
3. Степеновање
{\displaystyle a^{n}=\underbrace {a\times a\times \cdots \times a} _{n}}
n копија a комбинованих множењем.
4. Тетрација
{\displaystyle {^{n}a}=\underbrace {a^{a^{\cdot ^{\cdot ^{a}}}}} _{n}}
n копија a комбинованих множењем, здесна налево.

Горњи пример се чита као "н-та тетрација од а". Свака операција је дефинисана помоћу итерације претходне (следећа операција у низу је пентација). Тетрација није ни елементарна функција ни основна рекурзивна функција.
Најосновнија операција је сукцесија {\displaystyle (a'=a+1)}. Сабирање {\displaystyle (a+n)} је примарна операција, мада се, за природне бројеве, може посматрати као ланчана сукцесија n сукцесора од a. Множење ({\displaystyle an}) је такође основна операција, која се, за природне бројеве, може посматрати као ланчано сабирање које укључује n бројева од a. Степеновање ({\displaystyle a^{n}}) се може посматрати као ланчано множење које укључује n бројева од a. Аналогно, тетрација ({\displaystyle ^{n}a}) може се посматрати као ланчани степен који укључује n бројева од a. Параметар а може бити назван основним параметром у наставку, док параметар n може бити назван висинским параметром (који је саставни у првом приступу, али може се генерализовати на парцијалним, реалним и комплексним висинама, види доле).

## Дефиниција
За било који позитиван реалан број {\displaystyle a>0} и не-негативан цео број {\displaystyle n\geq 0}, дефинишемо {\displaystyle \,\!{^{n}a}} са:

## Итеративни степени наспрам итеративних експонената
Као што се види из дефиниције, приликом процене тетрације изражене као степеноване куле је степеновање које се врши на најдубљем нивоу први пут (у нотацији, на највишем нивоу).
Имајте на уму да степеновање није асоцијативно, тако ће оцену израза у другом довести до другачијег одговора:
Дакле, експоненцијалне куле морају бити оцењена од врха ка дну (или десно на лево). Рачунарски програмери се односе на овај избор, као десно асоцијативно.
Када су а и 10 узајамно прости, можемо израчунати последњих м децималних цифара од {\displaystyle \,\!\ ^{n}a} коришћењем Ојлерове теореме.

## Терминологија
Постоје многи термини за тетрацију, од којих сваки има неку логику, али неки нису постали обични из једног или другог разлога. Овде је поређење сваког термина са својим образложењем и контра-образложењем.
- Термин тетрације, увео је Гудстајн у свом раду 1947 Трансфинитни редни бројеви у рекурзивној теорији бројева [2] (генерализација рекурзивне базе-заступљености користи у Гудстајновој теореми да користи веће операције), стекао је доминацију. Такође је популаризован од стране Руди Рукера у Инфинити и ум.
- Термин суперстепеновања је објавио Брумер у свом раду Суперстепеновање 1987.[3] Раније је користио Ед Нелсон у својој књизи предикативних аритметика, Принстон Универзити Прес, 1986.
- Термин хиперстепен [4] је природна комбинација хипера и степена, који пригодно описује тетрацију. Проблем је у значењу разорне хиперинфлације у односу на хипероперационе секвенце. Када се разматрају хипероперације, термин хипер се односи на све чинове, а термин супер се односи на рангирање 4 или тетрацију. Дакле, под овим разматрањима хиперстепен је погрешан, јер се односи само на тетрацију.
- Термин кула степена [5] се повремено користила, у форми "кула степена реда n" за {\displaystyle {\  \atop {\ }}{{\underbrace {a^{a^{\cdot ^{\cdot ^{a}}}}} } \atop n}}. Ово је погрешан назив, међутим, с обзиром да се тетрација не може исказати са итеративним функцијама степена (види горе), јер је то итеративна експоненцијална функција.

Захваљујући делом на неке заједничке терминологије и сличне ознаке упозорења, тетрација се често меша са блиско повезаним функцијама и изразима. Ево неколико сродних термина:
| Форма                                                            | Терминологија                       |
| ---------------------------------------------------------------- | ----------------------------------- |
| {\displaystyle a^{a^{\cdot ^{\cdot ^{a^{a}}}}}}                  | Тетрација                           |
| {\displaystyle a^{a^{\cdot ^{\cdot ^{a^{x}}}}}}                  | Итеративни експоненти               |
| {\displaystyle a_{1}^{a_{2}^{\cdot ^{\cdot ^{a_{n}}}}}}          | Угнежђени експоненти (такође куле)  |
| {\displaystyle a_{1}^{a_{2}^{a_{3}^{\cdot ^{\cdot ^{\cdot }}}}}} | Бесконачни експоненти (такође куле) |
У прва два израза а је база, а број пута а појављује се у висини (додат је један за x). У трећем изразу, n је висина, али свака основа је различита.
Мора се водити рачуна када се говори о итеративним експоненатима, јер је уобичајено да позове изразе овог облика итеративног степеновања, које је двосмислено, јер то може значити или итеративно степеновање или итеративне експонененте.

## Нотација
Постоји много различитих нотационих стилова који се могу користити да изразе тетрацју (такође познати као хипер-4; неки од њих могу се користити као и за хипер-5, хипер-6, и више хипероперације).

 {| class="wikitable" ! Име !Форма !Опис |- |Стандардна
 нотација |{\displaystyle \,{}^{n}a} |Коришћено од
 стране Маурера [1901] и Гудстајна [1947];  Руди Рукерова књига Бесконачност и ум која је популаризовала нотацију |- |Кнутова  нотација |{\displaystyle a{\uparrow \uparrow }n} |Дозвољава екстензију додавањем више стрелица, или, чак снажније, индексирана стрелица. |- |Конвејова  ланчана реакција |{\displaystyle a\rightarrow n\rightarrow 2} |Дозвољава екстензију повећањем 2 броја (еквивалент са екстензијама изнад), али такође, чак снажније, проширењем ланца |- |Акерманова  функција |{\displaystyle {}^{n}2=\operatorname {A} (4,n-3)+3} |Дозвољава специјалан случај {\displaystyle a=2} да буде написан условима Акерманове функције. |- |Итеративна
 експоненцијална
 нотација |{\displaystyle {}^{n}a=\exp _{a}^{n}(1)} |Дозвољава једноставну екстензију да понавља експоненте из иницијалних вредности различитих од 1. |- | Хушмандова нотација | {\displaystyle \operatorname {uxp} _{a}n}
{\displaystyle a^{\frac {n}{}}} |- |Нотација
 хипероперације |{\displaystyle a[4]n} 

{\displaystyle H_{4}(a,n)} |Дозвољава екстензију повећањем броја 4; ово даје породицу хипероперација |- |Нотација текста |a^^n |Пошто је горња стрелица коришћења идентично за знак за уметање  (^), тетрација би могла бити написана као (^^); погодна за ASCII. |- |Буверов низ нотације |{a,b,2} |}
Једна нотација изнад користи поновљени експоненцијални запис; уопштено ово се дефинише на следећи начин:
{\displaystyle \exp _{a}^{n}(x)=a^{a^{\cdot ^{\cdot ^{a^{x}}}}}} са n "a"s.
Не постоји онолико ознака за поновљне експоненте, али ево неколико:
Ѕ {| class="wikitable" ! Name ! Form ! Description |- |
 |{\displaystyle \exp _{a}^{n}(x)} |Euler coined the notation {\displaystyle \exp _{a}(x)=a^{x}}, and iteration notation {\displaystyle f^{n}(x)} has been around about as long. |- |Knuth's up-arrow notation |{\displaystyle (a{\uparrow })^{n}(x)} |Allows for super-powers and super-exponential function by increasing the number of arrows; used in the article on large numbers. |- |Ioannis Galidakis' notation |{\displaystyle \,{}^{n}(a,x)} |Allows for large expressions in the base. |- |Text notation |exp_a^n(x) |Based on standard notation; convenient for ASCII. |- |J Notation |x^^:(n-1)x |Repeats the АСФФФФеxponentiation. See J (programming language) |}

## Примери
У следећој табели, већина вредности су превелике да пише у научним нотацији, тако поновио експоненцијално нотација се користи да их изразити у базу 10. Вредности које садрже децимални зарез су приближне.
| {\displaystyle x} | {\displaystyle {}^{2}x} | {\displaystyle {}^{3}x}                                    | {\displaystyle {}^{4}x}                                              | {\displaystyle {}^{5}x}                 |
| ----------------- | ----------------------- | ---------------------------------------------------------- | -------------------------------------------------------------------- | --------------------------------------- |
| 1                 | 1                       | 1                                                          | 1                                                                    | 1                                       |
| 2                 | 4                       | 16                                                         | 65,536                                                               | 2.00353 × 1019,728                      |
| 3                 | 27                      | 7,625,597,484,987                                          | {\displaystyle \exp _{10}^{3}(1.09902)} (3.6 × 1012 digits)          | {\displaystyle \exp _{10}^{4}(1.09902)} |
| 4                 | 256                     | 1.34078 × 10154                                            | {\displaystyle \exp _{10}^{3}(2.18726)} (8.1 × 10153 digits)         | {\displaystyle \exp _{10}^{4}(2.18726)} |
| 5                 | 3,125                   | 1.91101 × 102,184                                          | {\displaystyle \exp _{10}^{3}(3.33928)} (1.3 × 102,184 digits)       | {\displaystyle \exp _{10}^{4}(3.33928)} |
| 6                 | 46,656                  | 2.65912 × 1036,305                                         | {\displaystyle \exp _{10}^{3}(4.55997)} (2.1 × 1036,305 digits)      | {\displaystyle \exp _{10}^{4}(4.55997)} |
| 7                 | 823,543                 | 3.75982 × 10695,974                                        | {\displaystyle \exp _{10}^{3}(5.84259)} (3.2 × 10695,974 digits)     | {\displaystyle \exp _{10}^{4}(5.84259)} |
| 8                 | 16,777,216              | 6.01452 × 1015,151,335                                     | {\displaystyle \exp _{10}^{3}(7.18045)} (5.4 × 1015,151,335 digits)  | {\displaystyle \exp _{10}^{4}(7.18045)} |
| 9                 | 387,420,489             | {\displaystyle \exp _{10}^{2}(8.56784)} (3.7 × 108 digits) | {\displaystyle \exp _{10}^{3}(8.56784)} (4.1 × 10369,693,099 digits) | {\displaystyle \exp _{10}^{4}(8.56784)} |
| 10                | 10,000,000,000          | 1010,000,000,000                                           | {\displaystyle \exp _{10}^{3}(10)} (1010,000,000,000 digits)         | {\displaystyle \exp _{10}^{4}(10)}      |

## Екстензије
Tetration can be extended to define {\displaystyle {^{n}0}} and other domains as well.

#### Extension to complex bases
| {\displaystyle {}^{n}i}                          | Approximate Value              |
| ------------------------------------------------ | ------------------------------ |
| {\displaystyle {}^{1}i=i}                        | {\displaystyle i}              |
| {\displaystyle {}^{2}i=i^{\left({}^{1}i\right)}} | {\displaystyle 0.2079}         |
| {\displaystyle {}^{3}i=i^{\left({}^{2}i\right)}} | {\displaystyle 0.9472+0.3208i} |
| {\displaystyle {}^{4}i=i^{\left({}^{3}i\right)}} | {\displaystyle 0.0501+0.6021i} |
| {\displaystyle {}^{5}i=i^{\left({}^{4}i\right)}} | {\displaystyle 0.3872+0.0305i} |
| {\displaystyle {}^{6}i=i^{\left({}^{5}i\right)}} | {\displaystyle 0.7823+0.5446i} |
| {\displaystyle {}^{7}i=i^{\left({}^{6}i\right)}} | {\displaystyle 0.1426+0.4005i} |
| {\displaystyle {}^{8}i=i^{\left({}^{7}i\right)}} | {\displaystyle 0.5198+0.1184i} |
| {\displaystyle {}^{9}i=i^{\left({}^{8}i\right)}} | {\displaystyle 0.5686+0.6051i} |
{\displaystyle {^{0}1}=1=1^{n}} for any {\displaystyle \,\!n={^{(-1)}1}}.

 
{\displaystyle \left({\frac {d^{2}}{dx^{2}}}f(x)>0\right)} for all {\displaystyle x>0}
| Approximation                                  | Domain                     |
| ---------------------------------------------- | -------------------------- |
| {\displaystyle \,{}^{x}a\approx x+1}           | for {\displaystyle -1<x<0} |
| {\displaystyle \,{}^{x}a\approx a^{x}}         | for {\displaystyle 0<x<1}  |
| {\displaystyle \,{}^{x}a\approx a^{a^{(x-1)}}} | for {\displaystyle 1<x<2}  |

###### Examples
- {\displaystyle f(x)=e^{f(x-1)}\;\;{\text{for all}}\;\;x>-1,\;f(0)=1,}
- {\displaystyle f} is convex on {\displaystyle (-1,0),}
- {\displaystyle f^{\prime }(0^{-})\leq f^{\prime }(0^{+}).}

{\displaystyle {}^{n}({}^{1/n}a)=\underbrace {({}^{1/n}a)^{({}^{1/n}a)^{\cdot ^{\cdot ^{\cdot ^{\cdot ^{({}^{1/n}a)}}}}}}} _{n}\neq a}.
{\displaystyle S(z)=F\!\left(~z~+\sum _{n=1}^{\infty }\sin(2\pi nz)~\alpha _{n}+\sum _{n=1}^{\infty }{\Big (}1-\cos(2\pi nz){\Big )}~\beta _{n}\right)}
{\displaystyle {\sqrt[{y}]{x}}=\log _{y}x}

### Супер-логаритам
Једном континуирано повећања (х) у дефиницији тетрације , ка , је изабран , одговарајући супер Логаритам Слога к се дефинише за све реалне бројеве к , а > 1 . 
Функција {\displaystyle \mathrm {slog} _{a}{x}} обезбеђује:
{\displaystyle \mathrm {slog} _{a}{^{x}a}=x}
{\displaystyle \mathrm {slog} _{a}a^{x}=1+\mathrm {slog} _{a}x}
{\displaystyle \mathrm {slog} _{a}x=1+\mathrm {slog} _{a}\log _{a}x}
{\displaystyle \mathrm {slog} _{a}x>-2}